# Corydoras semiaquilus

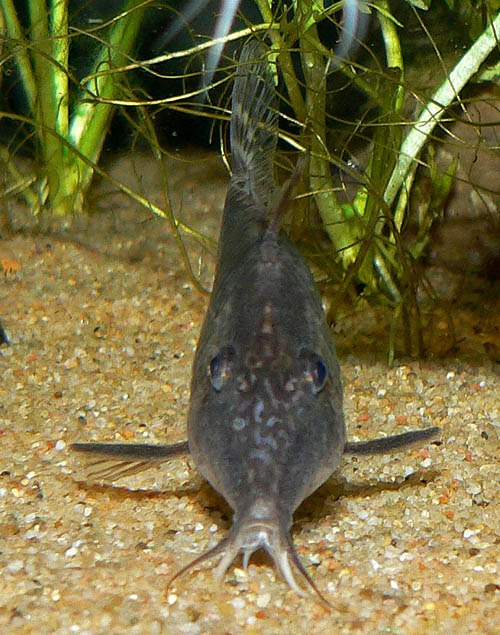

Corydoras semiaquilus es un pez tropical de agua dulce perteneciente a la sub-familia Corydoradinae de la familia Callichthyidae.
Se distribuye por aguas continentales en América del Sur, concretamente en la cuenca occidental del río Amazonas en Brasil y Perú.
Los peces crecen en longitud hasta 6 cm. Viven en un clima tropical en el agua con un pH entre 6,0 y 8,0. La dureza del agua de 2 a 25 dGH, y un rango de temperatura de 22 a 26 °C.
Se alimenta de gusanos, crustáceos bentónicos, insectos y materia vegetal. Pone sus huevos en vegetación densa, los adultos no hacen guardia de sus huevos.